# Wierzchucice (województwo zachodniopomorskie)
Wierzchucice (niem. Friedrichsfelde) – wieś w Polsce położona w województwie zachodniopomorskim, w powiecie stargardzkim, w gminie Ińsko, położona 4 km na północny wschód od Ińska (siedziby gminy) i 35 km na północny wschód od Stargardu (siedziby powiatu).
W latach 1975–1998 miejscowość należała administracyjnie do województwa szczecińskiego. 
Wierzchucice leżą na obszarze Ińskiego Parku Krajobrazowego. Wieś ulokowana jest pomiędzy jeziorem Ińsko, a wzgórzami morenowymi (Głowacz, Sarnikierz). Pierwotnie dwie miejscowości: Orzechy położone tuż nad jeziorem i miejscowość Wierzchucice oddalone o 2 km od brzegu jeziora i miejscowości Orzechy. Administracyjnie połączono obie miejscowości i oznaczone są w podziale administracyjnym jako Wierzchucice. Przed II wojną światową w Wierzchucicach znajdował się zajazd. Po II wojnie światowej obie wsie pozbawione elektryczności stopniowo wyludniały się. Do lat 60. w Wierzchcuciach znajdowała się szkoła powszechna 4 klasowa. W okresie od lat 70. do początku lat 90. XX wieku – miejscowości niezamieszkane. W połowie lat 90. XX wieku rozpoczęła się odbudowa budynków mieszkalnych w byłej miejscowości Orzechy. Aktualnie wieś jako Wierzchucice zelektryfikowana, zamieszkana. 
Źródło: opowiadania dawnych mieszkańców miejscowości Wierzchucice i miejscowości Ińsko.
Wierzchucice położone są w odległości 7 km od miejscowości Ińsko. Najbliższą miejscowością (sklep, kościół) położoną również nad brzegiem jeziora Ińsko jest Ścienne. 

## Geografia
Wieś w województwie zachodniopomorskim (powiat stargardzki, gmina Ińsko, sołectwo Storkowo), na Pojezierzu Ińskim, nad jeziorem Ińsko, na terenie Ińskiego Parku Krajobrazowego. — 12 mieszk. w 2008 r.